# سائورون (عنکبوت)
سائورون (نام علمی: Sauron) نام یک سرده از تیره عنکبوت‌های لحاف‌دوز است.